# Sharon Van Etten
Pour les articles homonymes, voir Van Etten.
Sharon Van Etten, née le 26 février 1981 à Clinton, dans le New Jersey (États-Unis), est une auteure-compositrice-interprète et une actrice américaine,,,,,.

## Biographie
Sharon Van Etten naît à Clinton, dans le New Jersey. En 1999, elle déménage dans le Tennessee pour étudier à la Middle Tennessee State University mais elle quitte l'établissement un an plus tard. Van Etten travaille chez un disquaire à Murfreesboro avant de retourner dans le New Jersey le 2004, puis à New York en 2005.
Van Etten se consacre à une carrière de musicienne et chanteuse, tout en travaillant à côté, comme journaliste notamment. Elle auto-produit plusieurs albums, avant de pouvoir réaliser un premier album studio en 2009,,.

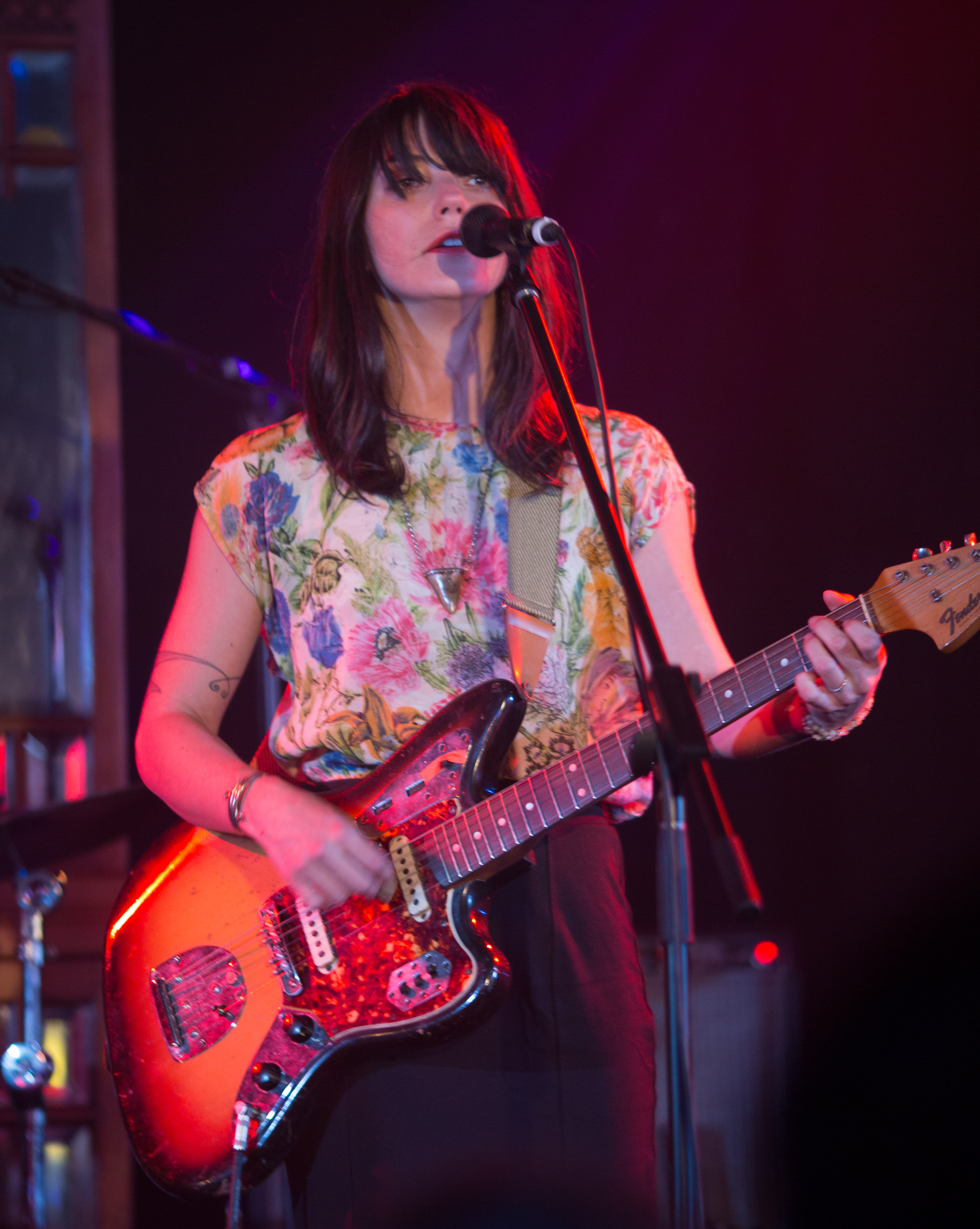
Sharon Van Etten (6 janvier 2013)

## Discographie

### Albums studio
Solo
- 2009 - Because I Was in Love (Language of Stone)
- 2010 - Epic (Ba Da Bing!)
- 2012 - Tramp (Jagjaguwar)
- 2014 - Are We There [11],[12] (Jagjaguwar)
- 2015 - I Don't Want to Let You Down EP (Jagjaguwar)
- 2019 - Remind Me Tomorrow (Jagjaguwar)
- 2022 - We've Been Going About This All Wrong [13] (Jagjaguwar)

Sharon Van Etten & the Attachment Theory
- 2025 - Sharon Van Etten & the Attachment Theory (Jagjaguwar)

### Collaborations sur des simples
- 2020 - Impossible Weight de Deep Sea Diver[14]

## Filmographie

### Télévision
- 2016 - 2019 : The OA : Rachel (10 épisodes)
- 2017 : Twin Peaks : Elle même (1 épisode)

### Cinéma
| Année | Titre                         | Rôle             | Notes |
| ----- | ----------------------------- | ---------------- | ----- |
| 2020  | Never Rarely Sometimes Always | La mère dʼAutumn |       |